# Karur
Karur là một thành phố và khu đô thị của quận Kapur thuộc bang Tamil Nadu, Ấn Độ.

## Địa lý
Karur có vị trí 10°57′B 78°05′Đ / 10,95°B 78,08°Đ Nó có độ cao trung bình là 122 mét (400 feet).

## Nhân khẩu
Theo điều tra dân số năm 2001 của Ấn Độ, Karur có dân số 76.328 người. Phái nam chiếm 50% tổng số dân và phái nữ chiếm 50%. Karur có tỷ lệ 78% biết đọc biết viết, cao hơn tỷ lệ trung bình toàn quốc là 59,5%: tỷ lệ cho phái nam là 84%, và tỷ lệ cho phái nữ là 72%. Tại Karur, 10% dân số nhỏ hơn 6 tuổi.